# Hootenanny Singers
Hootenanny Singers var en sång- och musikgrupp från Västervik.

## Historia
Gruppen bildades 1961 i Västervik under namnet West Bay Singers. Medlemmarna var Hansi Schwarz, Björn Ulvaeus, Johan Karlberg och Tonny Roth. 1963 gick de till final i Sveriges Radios talangtävling Plats på Scen. Stikkan Anderson blev intresserad av gruppen och knöt dem till sitt skivbolag Polar. Första albumet innehöll bland annat Dan Anderssons "Jag väntar vid min mila". Hootenanny Singers varvade svenska visor med amerikansk folkmusik. The Kingston Trio och Brothers Four var de stora inspirationskällorna. 
Under 1960-talet var Hootenanny Singers oerhört populära i Sverige. De gjorde 168 spelningar i folkparkerna på en sommar. Hootenanny Singers hade sammanlagt 40 låtar på Svensktoppen, bland annat "Gabrielle", "I lunden gröna", "Marianne", "Mårten Gås" och "Omkring tiggarn från Luossa"; den sistnämnda låg på listan i hela 52 veckor. 
Johan Karlberg hoppade av gruppen i slutet av 1960-talet, Björn Ulvaeus flyttade till Stockholm, Tonny Roth och Hansi Schwarz bosatte sig i Lund. 1974 upphörde Hootenanny Singers. Men gruppen kom att återuppstå 1979, då med originalmedlemmarna Hansi Schwarz och Tonny Roth, samt två nytillskott vid namn Martin Arnoldi och Eoin Clancy. De spelade in två skivor 1979 och 1982 och reste på turné i folkparkerna igen, men det var svårt att återskapa populariteten från 1960-talet.
Johan Karlberg avled 1992 och Hansi Schwarz 2013.

## Diskografi

### Album
- 1964 – Hootenanny Singers
- 1964 – Hootenanny Singers Vol.2
- 1965 – Hootenanny Singers sjunger Evert Taube
- 1965 – International
- 1966 – Många ansikten/Many Faces
- 1967 – The Northern Lights - Gabrielle
- 1967 – Civila
- 1967 – Bästa
- 1968 – Bellman på vårt sätt
- 1968 – 5 år
- 1969 – Det bästa med Hootenanny Singers & Björn Ulvaeus
- 1969 – På tre man hand
- 1970 – Hootenanny Singers 1963–1965
- 1970 – Hootenanny Singers 1963–1965 Vol. 2
- 1970 – Skillingtryck
- 1971 – Våra vackraste visor
- 1972 – Våra vackraste visor Vol. 2
- 1973 – Dan Andersson på vårt sätt
- 1974 – Favoriter 1974
- 1974 – Evert Taube på vårt sätt
- 1979 – Nya vindar
- 1982 – För kärleks skull
- 1987 – Collection
- 1989 – De 24 bästa

## Hootenanny Singers på Svensktoppen
- 1964 – Hem igen (1 v)
- 1964 – I lunden gröna (8 v)
- 1964 – Gabrielle (11 v)
- 1965 – Den gyllene fregatt (5 v)
- 1965 – Solola (19 v)
- 1965 – Britta (5 v)
- 1965 – Den sköna Helen (8 v)
- 1966 – Björkens visa (22 v)
- 1966 – Lili Marlene (8 v)
- 1966 – Marianne (18 v)

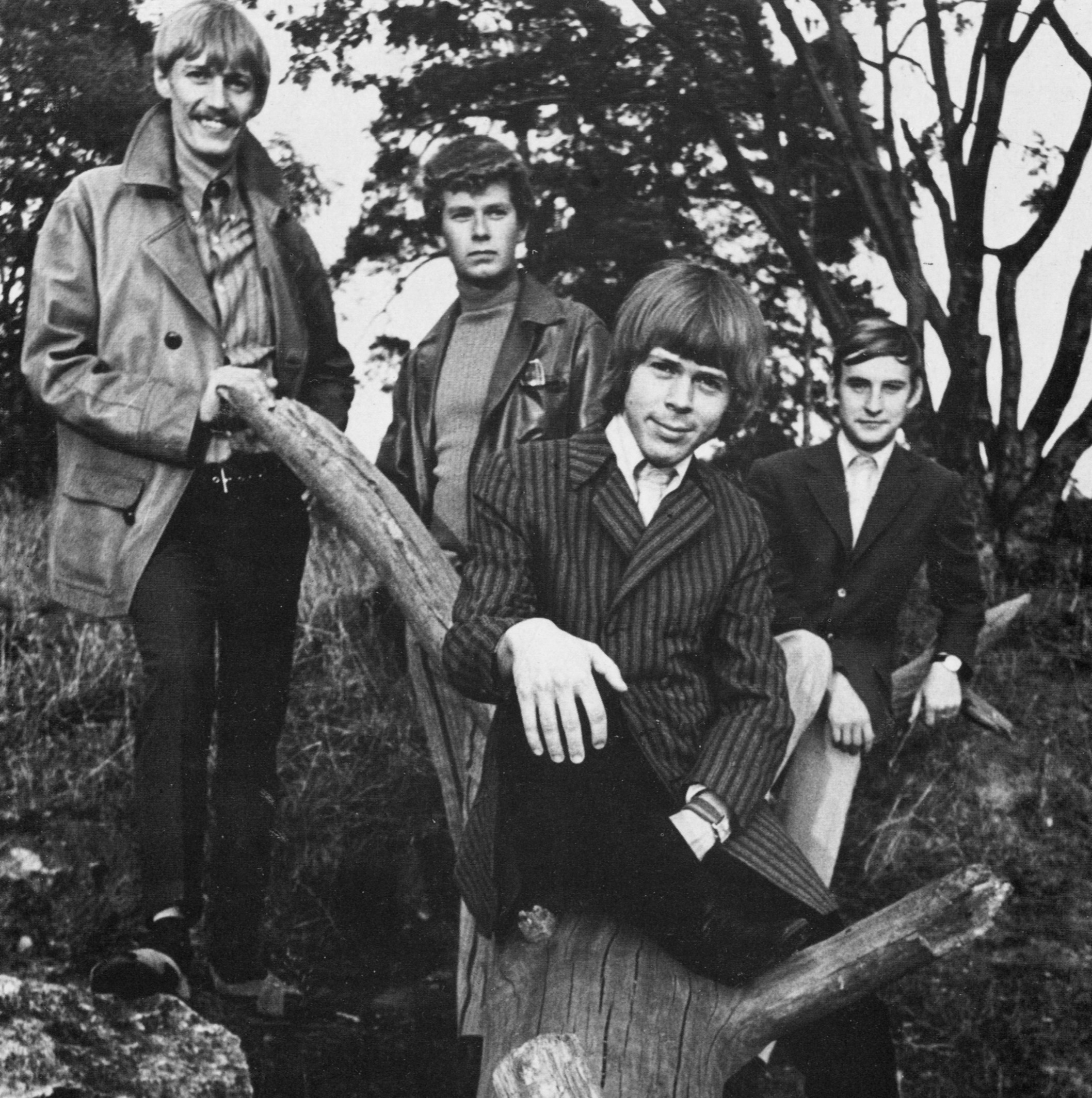
Hootenanny Singers 1967.
Från vänster: Hansi Schwarz, Johan Karlberg, Björn Ulvaeus och Tony Roth.

- 1966 – Vid en biväg till en byväg bor den blonda Beatrice (2 v)
- 1967 – Blomman (5 v)
- 1967 – En sång en gång för längesen (8 v)
- 1967 – Det är skönt att vara hemma igen (1 v)
- 1967 – Början till slutet (8 v)
- 1968 – Mårten Gås (3 v)
- 1968 – Så länge du älskar är du ung (11 v)
- 1968 – Så lunka vi så småningom (4 v)
- 1969 – Elenore (5 v)
- 1970 – Vinden sjunger samma sång - 5 v)
- 1970 – Ring ring här är svensktoppsjuryn (3 v)
- 1970 – I fjol så gick jag med herrarna i hagen (5 v)
- 1970 – Älvsborgsvisan (3 v)
- 1970 – Rose-Marie (7 v)
- 1971 – Aldrig mer (15 v)
- 1971 – Jungman Jansson (4 v)
- 1971 – Så länge skutan kan gå (1 v)
- 1971 – Aftontankar vid Fridas ruta (1 v)
- 1972 – Tiden (5 v)
- 1972 – Omkring tiggarn från Luossa (52 v)
- 1972 – Får jag lämna några blommor (1 v)
- 1972 – Där björkarna susa (5 v)
- 1973 – Per Ols Per Erik (14 v)
- 1974 – Brooklandsvägen (11 v)
- 1974 – Om aftonen (7 v)
- 1974 – Till min syster (11 v)
- 1975 – Sjösalavals (3 v)
- 1975 – Linnea (11 v)
- 1979 – Nya vindar (7 v)
- 1982 – Skärgårdsvind (1 v)